# Districtul Betong
Betong (thailandeză เบตง)) este cel mai sudic district (Amphoe) a Provinciei Yala, în Thailanda de sud.

## Geografie
Betong este localizat la hotarul cu Malaezia. Se învecinează la nord-est cu amphoe-ul Than To, la est cu amphoe-ul Chanae (Provincia Narathiwat). La sud este statul malaezian Perak și la vest Kedah.
Cel mai înalt vârf al Lanțului Muntos Sankalakhiri (Munții Titiwangsa de Nord), Ulu Titi Basah (เขาหลวง), este localizat la granița Thailanda-Malaezia între districtul Betong și districtul Hulu Perak al Perak-ului. Are 1533 metri înălțime.

## Istorie
În trecut, zona era sub Mueang-ul Raman, Monthon Pattani. A devenit oficial un district în 1868 sub numele Yarom. În 1930, Phra Phichit Banchakan, numele districtului s-a schimbat la Betong.
Numele Betong este actual corupția thailandeză al Betung-ului, numele său original malaezian însemnând 'bambus'.

## Administrație
Districtul este subdivizat în 5 subdistricte (tambon), care sunt subdivizate în 27 de sate (muban). Betong însuși are statut de oraș (thesaban mueang) și încojoară întregul tambon Betong. Fiecare dintre tambon-urile rămase este administrat de o organizație administrativă a tambon-ului.
| \| Număr \| Nume \| Nume thailandez \| Sate \| Locuitori \| \| \| ----- \| ------------- \| --------------- \| ---- \| --------- \| \| \| 1. \| Betong \| เบตง \| - \| 24,688 \| \| \| 2. \| Yarom \| ยะรม \| 7 \| 8,336 \| \| \| 3. \| Tano Maero \| ตาเนาะแมเราะ \| 7 \| 9,117 \| \| \| 4. \| Aiyoe Weng \| อัยเยอร์เวง \| 9 \| 8,662 \| \| \| 5. \| Than Nam Thip \| ธารน้ำทิพย์ \| 4 \| 3,817 \| \| | Map of Tambon |                 |      |           |  |
| Număr | Nume          | Nume thailandez | Sate | Locuitori |  |
| 1. | Betong        | เบตง            | -    | 24,688    |  |
| 2. | Yarom         | ยะรม            | 7    | 8,336     |  |
| 3. | Tano Maero    | ตาเนาะแมเราะ    | 7    | 9,117     |  |
| 4. | Aiyoe Weng    | อัยเยอร์เวง       | 9    | 8,662     |  |
| 5. | Than Nam Thip | ธารน้ำทิพย์        | 4    | 3,817     |  |

## Legături externe
- amphoe.com Arhivat în 12 octombrie 2007, la Wayback Machine.